# TVN24
TVN24 ist ein polnischer Nachrichtensender. Es war der erste Nachrichtensender des Landes mit einem 24-Stunden-Programm.
Der Sender gehört dem US-amerikanischen Unternehmen Warner Bros. Discovery und startete am 9. August 2001. Er kann in Polen über Kabel, Satellit und IPTV (nc+, Cyfrowy Polsat, Orange Polska) empfangen werden und wird in den USA über Dish Network verbreitet. Er ist auch über das Internet via Livestream (nur Audio) empfangbar.
Das Team von TVN24 ist auch verantwortlich für die Hauptnachrichtensendung „Fakty“ bei TVN, ebenso für den Wetterkanal TVN Meteo. Während wichtiger Ereignisse wird das Programm von TVN24 über TVN ausgestrahlt, welches eine deutlich höhere Reichweite besitzt.
Am 30. November 2012 startete die HD-Version des Senders, womit TVN24 der erste Nachrichtensender in Ostmitteleuropa ist, der in HD-Qualität sendet.
Am 23. September 2021 verlängerte die polnische Medienaufsicht die Lizenz für den Sender, forderte Discovery jedoch auch dazu auf, ihre Mehrheit an dem Sender und seinen Schwesterkanälen zu verkaufen. Zuvor hatte das Unterhaus in Warschau ein Gesetz beschlossen, das Mehrheitsbeteiligungen nichteuropäischer Unternehmen an polnischen Sendern verbietet.

## Berichterstattung
TVN24 gilt als weitgehend von der Regierungspartei Recht und Gerechtigkeit (PiS) und ihrem Medien-Einfluss unabhängig. TVN24 berichtete über die polnische Parlamentskrise Mitte Dezember 2016. Aus Protest gegen die Regierung der PiS hatten Demonstranten damals unter anderem die Ausgänge des polnischen Parlaments versperrt und so den PiS-Chef Jarosław Kaczyński über mehrere Stunden daran gehindert, das Gebäude zu verlassen. 2017 kam der Nationale Rundfunkrat, das Aufsichtsgremium für den Rundfunk in Polen, zu der Ansicht, der Sender habe „rechtswidrige und die sicherheitsgefährdende Handlungen propagiert“. Die Art und Weise, wie TVN24 darüber berichtete, habe gegen das Rundfunkgesetz verstoßen. Dem Sender wurde von der Behörde ein Bußgeld von 350.000 Euro auferlegt. Kritiker betrachten das Bußgeld als einen Zensurversuch, der auf Einschüchterung und vorauseilenden Gehorsam in der Berichterstattung hinauslaufe. Der Rundfunkrat ist überwiegend mit Anhängern der regierenden PiS-Partei besetzt.
Nachdem TVN24 am 7. März 2023 einen investigativjournalistischen Bericht über eine mutmaßliche Strafvereitelung durch Karol Wojtyła zur Deckung von Kindesmissbrauch während seiner Amtszeit als Erzbischof von Krakau berichtet hatte, bestellte die von der Partei "Recht und Gerechtigkeit" (PiS) gestellte polnische Regierung den US-Botschafter ein und sprach von "hybrider Kriegführung mit dem Ziel, Spannungen und Spaltung in der polnischen Gesellschaft herbeizuführen". Der Sejm fasste mit der Mehrheit der PiS einen Beschluss, dem zufolge eine "medial schändliche Hetzjagd" auf den "guten Namen" des Papstes stattfinde, die "selbst Kommunisten nicht gewagt" hätten. Die größte Oppositionsfraktion, die Bürgerkoalition, boykottierte die Abstimmung.